# 田丸城
田丸城（たまるじょう）は、三重県度会郡玉城町田丸字城郭にあった日本の城（平山城）。南北朝時代に南朝方の拠点として北畠親房、北畠顕信によって築かれたといわれる平山城であり、三重県指定史跡である。
かつての城内に、玉城町役場および玉城町立玉城中学校がある。桜が多く植えられており花見シーズンには花見客で賑わう。

## 概要
北畠氏の伊勢における最初の根拠地であると推定され、伊勢神宮を抑える戦略的要衝として争奪戦が繰り広げられたが、1342年（康永元年）、足利尊氏によって落城する。その後、室町時代には伊勢国司となった北畠氏の手によって再建される。北畠家の庶流で、第5代北畠政郷の四男顕晴が度会郡田丸城に入り、田丸氏を名乗った。
戦国時代、田丸直昌は織田信長の伊勢侵攻に伴い北畠具教の養嗣子となった織田信雄に田丸城を明け渡し、信雄に仕えた。田丸城は信雄の居城として1575年（天正3年）に改築され、三層の天守を備えた近世城郭へと生まれ変わり、織田氏の伊勢支配の中心拠点となった。天正4年（1576年）11月には、信長の意向を受けた信雄の命により田丸直昌は、長野具藤、北畠親成ら同族である北畠一門の主だった者を田丸城に招き寄せ、殺害している（三瀬の変）。
1580年に火災で天守を焼失。織田信雄は松ヶ島城へと移った。
天正12年（1584年）、小牧・長久手の戦いののち、松ヶ島城主となった蒲生氏郷の支配下に入る。天正18年（1590年）の奥州仕置において蒲生氏郷が陸奥国会津に移封されると、妹婿となっていた田丸直昌も与力大名として陸奥に移動した。江戸時代初頭には稲葉道通が入り田丸藩となる。稲葉氏転封ののち藤堂氏の支配地になるが、1619年（元和5年）、徳川御三家の一つ紀州徳川家の治める紀州藩の所領となる。
遠江久野城城主であった付家老久野宗成は駿府藩主であった徳川頼宣に付属させられ、頼宣の紀州転封（紀州徳川家の成立）の際にもそのまま付随となり、紀州へ移ってきた。頼宣はこの宗成に1万石を与え、田丸城城主として田丸領6万石を領させた。久野氏は、家老として和歌山城城下に居を構えたため、田丸城には一族を城代として置き、政務を執らせた。久野氏はその後八代続き、明治維新に至る。
また、江戸時代の名奉行・幕臣として著名な大岡忠相が山田奉行時代に起こった、天領（山田領）と紀州藩田丸領の争いの舞台のひとつとなった。
2017年（平成29年）4月6日、続日本100名城（154番）に選定された。

## 遺構
明治維新に伴い田丸城の建造物はほとんど取り壊されたが、天守台や石垣、外堀、内堀、堀切、空堀などの遺構は今も整備されて残されており、他所へ移築されていた富士見門、三の丸の奥書院なども再度移築され、往時の面影を偲ばせる。
田丸城はその成り立ちから、織豊系の近世城郭と南北朝時代の中世城郭の遺構を併せ持つ興味深い城である。

## アクセス
- 東海旅客鉄道（JR東海）参宮線田丸駅から徒歩10分
- 三交伊勢志摩交通（バス路線）伊勢玉城線田丸城跡（玉城町役場前）バス停下車すぐ